# Рики (фильм)
«Рики» (фр. Ricky) — французский фильм режиссёра Франсуа Озона по новелле Роуз Тремейн. Мировая премьера состоялась 6 февраля 2009 года на Берлинском кинофестивале. В России в прокате с 4 июня 2009 года.

## Сюжет
Одинокая француженка Кати (Александра Лэми) занята воспитанием маленькой дочери. Она работает на химкомбинате, и у неё постоянно возникают проблемы с оплатой бесконечных счетов. Помимо этого, каждый день ей нужно отвозить дочь в школу и забирать её после работы. Кати регулярно покупает лотерейные билеты в надежде выиграть, но каждый раз ничего не выигрывает. Однажды она встречает испанца Пако (Сержи Лопес), и у них рождается ребёнок, но не простой, а с крылышками.

Пако, Кати, Лиза и Рики

Кажется, тот факт, что ребёнок — ангел, никого не удивляет. Кати, обнаружив, что у её сына растут крылья, не удивляется этому. Она проделывает в одежде малыша прорези для крылышек и покупает книгу о домашних птицах, чтобы узнать о максимальном размере крыльев.

## В ролях
- Александра Лэми — Кати
- Сержи Лопес — Пако
- Мелюсин Маянс — Лиза, дочь Кати
- Артур Пейре — Рики
- Андре Вильм — врач

## Награды
Фильм участвовал в 59-м Берлинском кинофестивале и был номинирован на премию «Золотой медведь».